# Distretto di Tamsweg
Il distretto di Tamsweg (o Lungau) è un distretto amministrativo dello stato del Salisburghese, in Austria.

## Geografia antropica

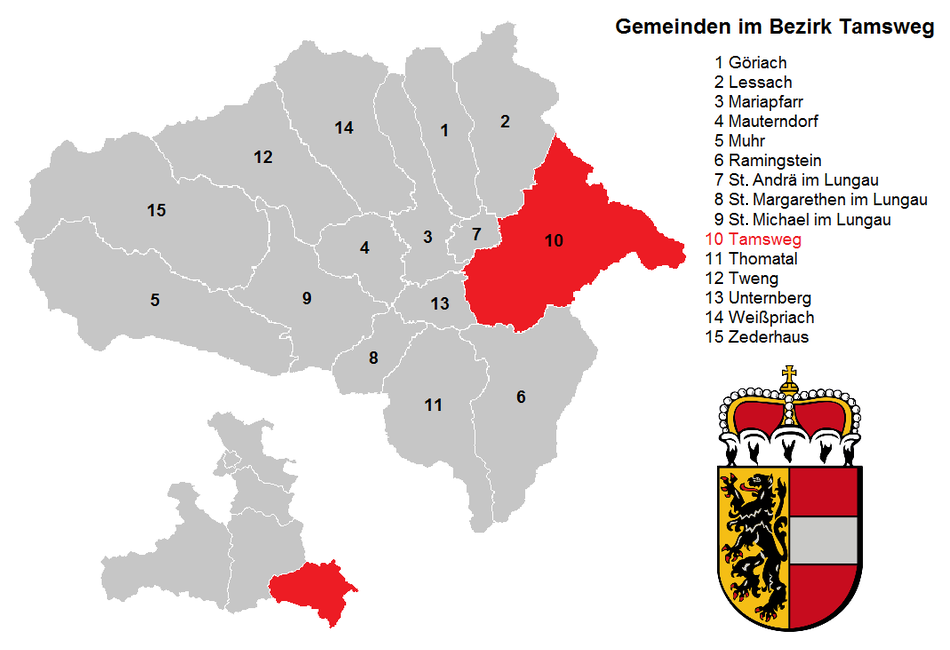
Bezirk Tamsweg

Il distretto si suddivide in 15 comuni, di cui 4 con diritto di mercato.

### Città
- Il distretto non ha comuni con status di città

### Comuni mercato
1. Mariapfarr (2.475)
2. Mauterndorf (1.609)
3. St. Michael im Lungau (3.539)
4. Tamsweg (5.757)

### Comuni
1. Göriach (345)
2. Lessach (547)
3. Muhr (489)
4. Ramingstein (1.040)
5. St. Andrä im Lungau (748)
6. St. Margarethen im Lungau (761)
7. Thomatal (356)
8. Tweng (239)
9. Unternberg (1.043)
10. Weißpriach (307)
11. Zederhaus (1.182)

(Popolazione al 1 gennaio 2023)

## Vedere anche
- Salisburgo
- Salisburghese